# Vikingetidens rustning og våben
Vikingetidens rustning og våben er den militærteknologi, som vikingerne benyttede sig af fra slutningen af 700-tallet til midt i 1000-tallet i Europa. Viden om den er baseret på få arkæologiske fund, afbildninger og til en vis grad beretninger fra de nordiske sagaer og love, der er nedskrevet i 1200-tallet.
Ifølge traditionen skulle alle frie nordboere eje våben, og det var tilladt at bære dem overalt. I Hávamál, der skulle være Odins råd, står der: "Lad ikke dine våben ligge og rode bag dig på en mark; du ved aldrig hvornår du pludselig har brug for dit spyd."
Da krig var forbundet med prestige i vikingetidens Skandinavien, var smukt dekorerede våben vigtige for en kriger til at vise rigdom og status. En rig viking ville sandsynligvis have en komplet sæt med spyd, skjold i træ og sværd. De rigeste har også haft en hjelm, mens anden rustning sandsynligvis kun har været for adelen og dens professionelle krigere. Den jævne bonde har sandsynligvis ikke haft andet end et spyd og et skjold. Eller måske også en økse eller en stor kniv eller sax. Nogle har også brugt deres jagtbuer (hovedsageligt langbuer eller fladbuer) i begyndelsen af et slag.

## Våben

### Bue og pil
Bue og pil blev brugt til både jagt og krig. Buer blev fremstillet i taks, ask eller elm. Vikingerne har også kendt til kompositbuer i horn, hvilket bl.a. ses i Kongespejlet, der er en norsk tekst fra omkring år 1250 i afsnit 38 om Våben til angreb og forsvar, hvor "hornbogi" nævnes, der er en hornbue beregnet som rytterbue.
Trækstyrken kan have været oppe omkring 90 pund (400 N) eller mere, hvilket kan have givet en rækkevidde på mindst 200 m afhængig af pilens vægt. En taksbue, der blev fundet i vikingebyen Hedeby, havde en trækvægt på omkring 45 pund og en længde på 191,5 cm. Der er også fund af elmebuer fra Hedeby. Rekonstruerede buer, der har brugt de samme dimensioner som fundne buer, er målt til mellem 100 og 130 pund i trækvægt, men det afhænger også af det specifikke stykke træ, der er anvendt. En måleenhed, der blev brugt i vikingetiden, var et bueskud. Det svarede til omkring 225 m. Illustrationer fra perioden viser, at buet blev trukket tilbage til brystet og ikke til ansigtet, som det var almindeligt i middelalderen og i dag. Det kan dog skyldes at illustratoren ikke har vidst noget om bueskydning, da det samme ses i visse middelalderlige illustrationer, som det bl.a. ses på Bayeux-tapetet, der viser Vilhelm Erobrerens invasion af England.
Pilespidser blev typisk fremstillet af jern i flere former og dimensioner afhængigt af, hvor de var lavet. De fleste pilespidser blev fæstnet til pileskaftet med en tang og blev sat ind i enden af træet. Nogle pilespidser blev lavet af træ, ben eller gevir. Der er fundet ørnefjer, som har været brugt som styrefjer limet og bundet på skaftet. Alle fund pile fra vikingetiden er fremstillet i fyrretræ.
Der er gjort en række fund af pile, bl.a. ved Trondheim i Norge, Dalarne i Sverige og Novgorod. Fra Hedeby findes også en særlig type jagt-spids, der er gjort helt i træ, hvor spidsen er kolbeformet.
Bue og pil blev også brugt af de højeste samfundslag. Dette ses bl.a. idet at mange grave af prinser og lign. indeholder gravgaver i form af bue og pile.
Buer bliver nævnt i flere sagaer bl.a. i Njáls saga, hvor hovedpersonen Gunnar fra Lidarende forsvarer sig med en bue indtil strengen knækker og i Óláfs saga Tryggvasonar en mesta, hvor Olav Tryggvasons mand Einar Tambeskælver er en mægtig bueskytte. Den islandske lovtekst Grágás beskriver en måleenhed kaldet ördrag som omkring 200 faðmar (ca. 480 m), der er den maksimale længde en traditionel bue kan skyde.

### Spyd
Spydet var det mest almindelige våben hos den skandinaviske bonde. Kastespyd blev brugt meget af krigere; på trods af manges opfattelse var spyddet vikingekrigernes vigtigste våben, da det var velegnet til deres formationer og taktik. Det bestod af et hoved af metal med skarpe sider og en hul dølle på et 2-3 m langt træskaft typisk af asketræ. Spydhovederne kunne være mellem 30-60 cm lange med længere hoveder mod slutningen af vikingetiden. Spydhovedernes vinger hed krókspjót (kroget spyd) i sagaerne. Nogle spyd med store hoveder blev kaldt höggspjót (hyggespyd) og kunne også skære eller hugge. Kastespyddene var ofte mindre dekorerede end de spyd, der var beregnet til at stikke med, da kastespyd ofte gik tabt under et slag.
Spyd blev brugt både til at kaste og stikke med, selv om der også fandtes spyd, der var mere specialiserede. Lette, smalle spydhoveder blev brugt til kast, mens de bredere blev brugt til at stikke med. De fleste kilder indikerer, at de blev kastet med én hånd. En omtale i sagaerne tyder på, at de nogle gange har været brugt med to hænder. Hovederne blev sat fast på spydskaftet med en lille nagle, som i sagaerne nogle gange trækkes ud, for at forhindre fjender i at genbruge våbnet.
Et spyd kan laves af dårligere og langt mindre stål end sværd. Det dem billigere og sandsynligvis inden for, hvad en normal smed kunne præstere. Derudover havde spyddet en stor kulturel betydning for vikingekrigere, da de var forbundet med Odin, der var konge over de nordiske gyder og gud for krigsfærd og død. Hans primære våben var spyddet Gungner.
Eyrbyggja saga hentyder til, at det var normalt at indlede slaget ved at kaste et spyd over den fjendtlige hær for at vie deres liv til Odin. Der er adskillige fund af damaskerede odde, og døllen var ofte indlagt med sølv. Det er muligvis et resultat af våbnets betydning.

### Andre stagevåben
Et stagevåben kendt som atgeir bliver nævnt i adskillige af de islandske sagaer og i anden litteratur. Atgeir bliver normalt oversat til "hellebard", en slags glavind. Gunnar Hámundarson bliver i Njáls saga beskrevet, hvor han hugger og stikker sine fjender med sin atgeir.
Mange våben (som kesja og höggspjót), der optræder i sagaerne, er vikingehellebarder. Der er ikke fundet våben, der svarer til beskrivelsen af dem i grave. De har muligvis været sjældne, eller også har de ikke været en del af vikingernes begravelsesritualer.

### Kniv
Vikingerne brugte to slags knive; en almindelig simpel kniv og en sax:
Den almindelige var en simpel kiv med en æg af normal konstruktion kaldet en knifr. Den er fundet i de fleste grave, da den var tilladt for alle samfundsklasser, selv trælle. Mindre versioner var brugsknive, mens de længere sandsynligvis skulle bruges til jagt eller kamp, og muligvis begge dele. Våbenknive havde nogle gange ornamenter i bladet.
Konstruktionen minder om den traditionelle skandinaviske kniv. Tangen gik igennem et mere eller mindre cylinderformet håndtag, og æggen bøjede opad for at mødes med ryggen på bladet i en spids. Kniven spillede tilsyneladende en vigtig rolle for alle skandinaver. Det ses, da en stort antal knive er fundet i grave med for både mænd, kvinder og børn.
Den anden type kniv var en sax, og det er primært dem med knækket ryg, som forbindes med vikingerne. Den var normalt tungere end den almindelige kniv, og den kunne fungere som et machete- eller falchion-agtigt våben. En rig mand kunne eje en meget stor sax, som kunne være lige så lang og effektiv som et sværd. Kniven havde en én æg med et tungt blad, og det var et groft våben, der var lettere at producerede end et sværd. Metallet behøvede heller ikke være af lige så godt kvalitet som et sværd. På mange har der været en længere tang. Det kan tyde på at de har haft en langt håndtag, så de kunne bruges med to hænder. Mindre sax-knive kunne sandsynligvis laves af en almindelig smed.
Sax-knive var en udbredt kniv i folkevandringstiden blandt de germanske stammer, og den har givet navn til sakserne. Den optræder i Skandinavien fra 300-tallet og viser et mønster, hvor den blev distribueret fra det sydlige Elben (Irminones) til angelsaksisk England. Populariteten på kontinentet blev mindre mod slutningen af folkevandringstiden, men på De Britiske Øer blev den brugt af vikingerne. De store sværd-agtige saxknive er fundet i vikingebosættelser i England og Irland, men har tilsyneladende ikke været særligt almindelige i Skandinavien.

### Sværd
Vikingetidens sværd var ethåndsvåben, der skulle bruges sammen med et skjold. De var tveæggede og bladet var op til 90 cm langt. Formen var stadig baseret meget på det romerske spatha med et smalt håndtag, lang dyb blodrille og en lille parrerbøjle. Det var ikke et våben, der var unikt for vikingerne, da det blev brugt over hele Europa.
Sværd var dyre at fremstille, og de var et symbol på høj status. Ifølge nogle forskere blev de kun sjældent brugt, og de var sandsynligvis ikke solide nok til egentlig kamp, og de var derfor mere sandsynligt et dekorations- og statusobjekt. Lige som den romerske spatha blev de båret i læderomsvøbte træskeder i en strop fra højre skulder. Tidligere blade var mønstersmedning, der var en teknik, hvor strimler af jern og blødt stål blev snoet og smedet sammen med tilføjelsen af en hård æg. Senere blade blev fremstillet af homogent stål, og de blev sandsynligvis importeret fra Rheinland og mange havde indlæg med smedens mærke og inskriptioner som INGELRII eller VLFBERHT. Håndværkerne tilføjede ofte deres egne detaljerede fæste, og mange fik navne som "benbider" og "guldgreb". Sværdgrebet var normalt fremstillet af organisk materiale som træ, horn eller gevir, hvilket typisk ikke bliver bevaret, og de kan have været omviklet med tekstil.
At eje et sværd var forbundet med stor ære. En person med høj status kan have ejet sværd med fornemme dekorationer i sølv. De fleste vikingekrigere har sandsynligvis ejet et sværd, da et enkelt plyndringstogt normalt har været nok til at betale en god klinge. De fleste frie mænd har haft et sværd, men goðar, jarler og de rigere frie bønder har haft langt mere ornamenterede sværd. Fattige bønder har brugt en økse eller et spyd, men efter et par vellykkede vikingetogter havde de nok penge til at investere i et sværd. Et sværd, der bliver nævnt i Laxdæla sagaen, blev vurderet til en halv krone; det svarer til værdien på 16 malkekøer. Fremstilling af sådanne våben var en højt specialiseret håndværk, og mange klinger blev importeret fra fremmede lande som Rheinland. Det kunne tage op til en måned at smede sværd, og de havde så stor værdi, at de gik fra generation til generation. Ofte blev sværd mere værdifulde jo ældre de blev.
En særlig klasse en-æggede sværd er kendt fra Østnorge fra denne periode. De havde samme greb som de tveæggede sværd og bladet var af nogenlunde samme længde. Bladet varierede dog fra langt og smalt som de almindelige tveæggede sværd til et noget tungere blad, der gav våbenet en økse-agtig balance. Disse fund bliver dog i nogle tilfælde også klassificeret som "sabler" eller "saxknive" i engelsk litteratur.
Der findes vikingebegravelser, hvor man bevidst har ødelagt eller "dræbt" sværd, ved at bøje klingen, så det ikke kunne bruges igen. Da vikinger ofte blev begravet med deres våben, kan det at "dræbe" sværdet have haft to funktioner. En rituel, der pensionerer våbnet sammen med krigerne, og en praktisk, der ødelagde våbnet, så gravrøvere ikke forstyrrede gravfreden for at få fat i et kostbart våben. Arkæologiske fund viser både at det var udbredt at begrave vikinger med deres våben, samt at "dræbe" sværdet.
- Vikingesværd og -økser
- Vikingesværd udstillet på Vikingemuseum Hedeby.
- Daneøkse på bayeux-tapetet.
- To økser fundet i Vestnorge, udstillet i Bergen.
- Moderne reproduktion af en daneøkse.

### Økse
Det måske mest almindelige våben blandt vikingerne var øksen, da sværd var dyrere at fremstille, og kun de rige krigere havde råd til dem. Manglen på økser blandt arkæologiske fund kan sandsynligvis tilskrives, at økser ikke bare var et våben, men også et stykke værktøj. Det støttes af en lang række gravpladser, hvor kvindelige skandinaver har haft økser med i graven. Der blev udviklet adskillige store økser, der var specialiseret til krig. De største var lige så høje som en mand, og de var lavet til brug med to hænder. Denne type kaldes ofte daneøkse, da de især er forbundet med danerne. Øksehovederne kunne have sølvindlæg i detaljerede mønstre. I den senere vikingetid blev øksehovederne halvmåneformede. De målte op mod 45 cm og hed breiðöx eller "bredøkse". De dobbelthovedede økser, som afbildes i "moderne" vikingekunst er ren fantasi. Vikingerne bar ofte solide økser, der kunne kastes eller svinges med så stor kraft, at de kunne splitte et kranium. Mammenøksen er et berømte eksempel på en sådan kampøkse, og den er fremstillet til både at kunne kastes og bruges i nærkamp.
Øksehovedet var normalt i smedejern med æg i stål. Det gjorde våbnet billigere end et sværd, og det var en genstand, som de fleste smede har kunnet producere.
Lige som mange andre skandinaviske våben fik økser nogle gange navne. Ifølge Snorri Sturlusons Yngre Edda, fik økser ofte navne efter huntrolde.

## Skjolde

### Rundskjolde
Skjolde var den mest almindelige form for forsvar. Sagaerne nævner lindetræ til skjolde, selv om fund fra grave hovedsageligt er af fyr, elletræ og poppeltræ. Disse træsorter har ikke en særlig høj densitet, og de giver et let skjold. De flækker typisk ikke som eg , og fibrene i træet bøjer mere end de knækker, hvilket gjorde at der ikke blev skåret dybe huller, medmindre skjoldet blev udsat. Sammen med stærkt træ, har vikingerne i nogle også forstærket dem med læder og i nogle tilfælde med et jernbånd langs kanten.. Runde skjolde har varieret fra omkring 45 – 120 cm, hvor en diameter mellem 75 – 90 cm har været mest almindelig.
Mindre skjolde stammer primært fra den tidlige vikingetid, mens de større skjolde er fra 900- og 1000-tallet. De fleste afbildninger viser én farve, selv om nogle af dem er malet med et mønster. Det mest almindelige var et kryds eller kors, samt forskellige udgaver af solhjul eller segmenter. Årsagen til at male skjoldet var at skjule årene i træet, så det blev sværere for fjenden at finde svage steder, så det kunne flækkes langs årene. Desuden tjente malingen også til at forstærke skjoldet betragteligt.
Således viser forsøg på museet ved Trelleborg, at selv et tyndt lag maling gør en betydelig forskel på, hvor langt en pil kan trænge igennem træet, da malingen gør overfladen sej. Nogle få rundskjolde, som er bevaret i mindre dele, viser mere maling, og nogle gange er der ornamenter af sølv eller guld langs håndtaget. Afbildninger af valkyrier viser også, at disse havde rundskjolde.
Gokstadskibet har plads til, at rundskjolde kunne blive monteret langs rælingen, og Gokstadskjoldene havde huller langs remmene til at gøre dem fast med en ikke-metallisk mekanisme. De blev kaldt skjoldlister, og de beskyttede besætningen mod bølger og vind. Nogle vikingeskjolde kan være dekoreret med simple mønstre, selv om skjaldedigte, der roser skjolde, tyder på, at de blev udstyret med detaljerede ornamenter, og arkæologiske fund underbygger det. Der findes en hel undergenre af skjaldedigte, "skjoldedigte", der beskriver skjolde og deres dekorationer. Eksempelvis beskriver skjaldedigtet Ragnarsdrápa, som stammer fra slutningen af 800-tallet, at nogle skjolde blev bemalet med mytologiske scener.
Vikingeskjolde blev også brugt meget i formationer. Skjoldmuren eller skjoldborge var en af deres primære kampformation. Her stillede vikingerne sig på linje med skjolde, der overlappede hinanden, og med spyd stikkende mod modstandere. Andre taktikker indbefatter svinefylking "svinesnude", hvor krigerne stillede sig op i kileform, i et forsøg på at bryde gennem fjendens frontlinje. Vikingeskjolde blev sandsynligvis også brugt til angreb, hvor man med skjolde slog eller skubbede til modstanderen.
Det eneste komplette rundskold blev fundet på Trelleborg i 2014.

### Dråbeskjolde
Det er foreslået, at det middelalderlige dråbeskjold, som var populært blandt normannere, hvorfra de på flere sprog har fået navnet normannerskjold, blev indført til det kontinentale Europa af vikingerne. Der findes dog ingen dokumentation for, at denne type skjold blev brugt i vikingetiden.
- Viking shield
- Et typisk vikingeskjold i Gokstad-stil.
- Skjoldmonteringer på skibet.

## Rustning

### Hjelme
I dag findes der kun ét eksempel på en hel vikingehjelm, Gjermundbuhjelmen. Den blev udgravet på gården Gjermundbu i Ringerike i det centrale Norge. Gjermundbu ligger i landsbyen Haugsbygd nordøst for Hønefoss i Buskerud. Hjelmen er dateret til 900-tallet. Den var af jern og bestod af fire stykker, der var samlet i en forhøjning på midten efter samme mønster som spangenhjelmen. Den har en afrundet top, og stykke der går ned og beskytter øjne og næse i maskeform. Den har muligvis også haft en aventail i ringbrynje. Særlig udformningen omkring øjnene viser tæt forbindelse til den tidligere vendeltids hjelme. På runestene og illustrationer er der eksempler på væsentligt simplere hjelme ofte blot en tophjelm med en stykke ned foran næsen.
Desuden er der fundet flere hjelmfragmenter, der er dateret til vikingetiden som Lokrume hjelmfragmentet, Gevninge hjelmfragmentet og Tjele hjelmfragmentet.
Der findes ingen eksempler på hornhjelme i kamp. De hjelme med horn og vinger som ofte associeres med vikingerne, er en opfindelse fra 1800-tallets romanticisme.

### Ringbrynje
En enkelt ødelagt, men muligvis komplet ringbrynje er fundet i Skandinavien samme sted som hjelmen – Gjermundbu i Haugsbygd. De skandinaviske gravritualer i vikingetiden har tilsyneladende ikke brugt, at krigere blev begravet med hjelm eller ringbrynje i særlig stort omfang, til forskel fra tidligere meget omfattende rustningsbegravelser i Valsgärde i Sverige. Ringbrynjerne blev sandsynligvis båret over et tykt lag tøj, da ringbrynjer kan skære bæreren, mens den kun giver ringe beskyttelse mod sværd og spyd, der stadig kan brække knogler. Det var vanskeligt at få en ringbrynje, da den krævede, at tusindvis af ringe skulle samles og nittes sammen enkeltvis,  hvilket har gjort det dyrt at anskaffe. Det har været forbundet med status og rigdom at have en ringbrynje.
Den type ringbrynje, som vikingerne anvendte, har næsten med sikkerhed været "fire-i-en"-typen, hvor fire ringe bliver samlet i en enkelt ring. Den dyre type rustning blev også set som besværlig og ukomfortabel i kamp, da den var tung og gjorde bæreren langsom. Traditionelt har man antaget at vikingerne hellere har båret rustning i læder eller slet ingen. Såfremt vikingerne på deres togter forsøgte at undgå regulære slag, er det muligt, at ringbrynje kun blev brugt af professionelle krigere, når de gik i kamp som den store hedenske hær i midten af 800-tallet i England eller Harald Hårderådes invasion af Northumbria under Slaget ved Stamford Bridge i 1066.

### Lameller
Mere end 30 lammeller (plader til lamelrustning) er fundet på Birka i Sverige i 1877, 1934 og 1998-2000. De blev dateret til nogenlunde samme periode som Gjermundbu-ringbrynjen (900-950), og de er måske tegn på, at nogle vikinger bar skjorte med små jernplader, der var bundet eller syet fast på et kraftigt stykke klæde eller læder. Der er også teorier om, at lamellerne tilhørte en udenlandsk lejesoldat.

### Stof og læder
Det formodes, at en panserskjorte af quiltet stof blev brugt som rustning af vikingekrigere af lavere status, selv om der ikke findes referencer til dem i sagaerne. Denne type rustning forgår hurtigt, og der findes ingen arkæologiske fund i grave eller lignende. Nogle runesten afbilder vikinger i rustning af en anden type end ringbrynje. Det kan have været en lamelrustning som nævnt, eller slet ingen en rustning. Flere lag kraftigt kanvas i hør eller hamp kunne give god beskyttelse, ligesom vintertøj af flere tykke lag uld - og til en lavere pris end en ringbrynje.
Alt tyder på, at man bar noget under koften for at beskytte det inderste lag mod snavs og huden mod det hårde slid fra ringene. Beskrivelser af øksers effekt på denne type beklædning i sagaerne, tyder på, at de har været let polstret - hvis overhovedet.
Læder var lang dyrere i denne periode og sværere at få fat på. Ifølge Den legendariske saga om Olav den hellige skulle Thorir Hund have båret en kofte i rensdyrskind, der var fortryllet af "Finner" (Sámi), hvad der beskyttede ham mod sværdhug. Koften beskrives som "magisk". Det tyder på, at den ikke var en typiske rustning. Der bliver med mellemrum fundet læder i arkæologisk udgravninger, og det har givet en vis beskyttelse mod sværdhug og spydstik.
Brugen af rustning af andre materialer end metal er dog usikker. Det er sandsyligt, at mange vikinger har kæmpet i deres almindelige tøj og udelukkende har haft skjoldet til at beskytte sig med.

## Våben og rustning af udenlandsk oprindelse
Udenlandske, særligt frankiske våben og rustning spillede en særlig rolle i nordboernes samfund. Vikingerne anskaffede dem ved handel (en udvidelse af det gave-givende nordiske samfund) eller ved plyndringer. Besiddelse af de genstande viste sociale status og politiske alliancer. Et eksempel på udveksling af våben emllem frankerne og vikingerne skete i 795, da Karl den Store byttede våben med den angelsaksiske kong Offa af Mercia.
Den skandinaviske forkærlighed for udenlandske våben og rustning havde også praktisk betydning. De nordiske våben var forældede, og skandinavisk jern var af dårlig kvalitet. Frankiske sværd som VLFBERHT havde et meget højere carbonindhold, hvilket gjorde dem stærkere, og de var lettere og derfor nemmere at bruge. Selvom mindre våben som daggerter, knive og pilespidser kunne fremstilles i Skandinavien, blev de bedste sværd og spydhoveder importeret.
Mange af de vigtigste vikingevåben havde fornemme dekorationer i sølv og guld. Denne type våbne tjente religiøse og sociale formål. Ædelmetallerne blev ikke produceret i Skandinavnien, og de har været importeret. Når metallerne kom til Skandinavien, er de blevet indlagt i pommeler og klinger i geometriske mønstre, dyrebillede og senere kristne symboler.
Vikingerne anvendte også udenlandsk rustninger. Ifølge Heimskringla deltog 100 vikinger i "ringbrynjefrakker og udenlandske hjelme" under slaget ved Nesjar i 1016.
I midten af 850-tallet var der en stor tilgang af våben i høj kvalitet til Skandinavien, og frankiske våben blev næsten standard for alle vikinger. Som Ahmad ibn Fadlan observerede i beretningen om hans rejse til Rusland bar alle vikinger et "sværd af den frankiske type". Frankerne forsøgte at begrænse vikingernes brug af våben og rustning produceret i Franken, da de frygtede at de til sidst ville møde modstandere med lige så godt udstyr som dem selv. Kapitel 10 i Capitulare Bononiense fra 811 gjorde det ulovligt for gejstlige at give sværd eller rustning til ikke-frankere. Love som disse blev vedtaget over hele Franken. I 864 gjorde kong Karl den Skaldede i Vestfranken brud på loven strafbart med døden til følge.
Nogle forskere har foreslået, at disse love har været så effektive, at de ved at stoppe eksporten af frankiske våben til Norden har igangsat vikingetogter, som nordboerne blev kendt for.

## Sagaberetninger

### Slag
- Slaget ved Hafrsfjord
- Slaget ved Hastings
- Slaget ved Hjörungavágr
- Slaget ved Svold
- Slaget ved Nesjar
- Slaget ved Stiklestad

### Dueller
- Kormáks saga, holmgangen mellem Kormák og Bersi

## Yderligere læsning
- Oakeshott, R. Ewart (1996) The Archaeology of Weapons, Arms and Armour from Prehistory to the Age of Chivalry (New York: Dover Publications Inc.) ISBN 978-0-486-29288-5
- Hynson, Colin (2009) In Viking Times (Men, Women & Children)(Wayland Publishers Ltd.) ISBN 978-0-7502-5908-8
- Sawyer, Peter (ed) (1997) The Oxford Illustrated History of the Vikings (Oxford University Press) ISBN 978-0-19-285434-6
- Kane, Njord (2015) The Vikings: The Story of a People (Spangenhelm Publishing) ISBN 978-1-943066-01-8